# Orseis fimbriata
Orseis fimbriata är en ringmaskart som beskrevs av Hartman 1953. Orseis fimbriata ingår i släktet Orseis och familjen Hesionidae. Inga underarter finns listade i Catalogue of Life.